# Liechtensteiner Cup 1949/50
Der Liechtensteiner Cup 1949/50 (offiziell: Aktiv-Cup) war die fünfte Austragung des Fussballpokalwettbewerbs der Herren in Liechtenstein. Es sind nur die Ergebnisse eines Halbfinales und des Finales bekannt. Der FC Triesen wurde zum vierten Mal Cupsieger.

## Halbfinale
|            | Ergebnis |          |
| ---------- | -------- | -------- |
| FC Balzers | 3:6      | FC Vaduz |
| FC Triesen | ?        | ?        |

## Finale
Das Finale fand am 10. Dezember 1950 in Triesen statt.
| Datum      |            | Ergebnis |          |
| ---------- | ---------- | -------- | -------- |
| 10.12.1950 | FC Triesen | 3:2      | FC Vaduz |